# 5272 Dickinson
5272 Dickinson è un asteroide della fascia principale. Scoperto nel 1981, presenta un'orbita caratterizzata da un semiasse maggiore pari a 2,2152747 UA e da un'eccentricità di 0,1927293, inclinata di 4,44630° rispetto all'eclittica.